# ’04 Summer Tour
'04 Summer Tour bylo evropské turné Paula McCartneyho, které probíhalo v létě roku 2004.
Během tohoto turné Paul McCartney poprvé navštívil také Českou republiku, a to sice 6. června. Stal se tak prvním ex-členem The Beatles, který zde vystoupil.
Záznam z koncertu v Petrohradu byl vydán na DVD Paul McCartney in Red Square a záznam z koncertu v Glastonbury zase na DVD The McCartney Years.

## Kapela
- Paul McCartney – zpěv, baskytara, kytara, klavír
- Rusty Anderson – kytara, doprovodný zpěv
- Brian Ray – kytara, baskytara, doprovodný zpěv
- Paul „Wix“ Wickens – klávesy, akordeon, kytara, harmonika, bicí, doprovodný zpěv
- Abe Laboriel Jr. – bicí, perkuse, doprovodný zpěv

## Termíny
| Datum           | Město     | Země        | Místo konání          |
| --------------- | --------- | ----------- | --------------------- |
| 25. května 2004 | Gijón     | Španělsko   | Estadio El Molinon    |
| 28. května 2004 | Lisabon   | Portugalsko | Parque Bela Vista     |
| 30. května 2004 | Madrid    | Španělsko   | Estadio de Madrid     |
| 2. června 2004  | Zürich    | Švýcarsko   | Letzigrund Stadium    |
| 4. června 2004  | Lipsko    | Německo     | Zentralstadion        |
| 6. června 2004  | Praha     | Česko       | T-Mobile Park         |
| 8. června 2004  | Horsens   | Dánsko      | Forum Horsens Stadium |
| 9. června 2004  | Horsens   | Dánsko      | Forum Horsens Stadium |
| 12. června 2004 | Göteborg  | Švédsko     | Ullevi Stadium        |
| 14. června 2004 | Oslo      | Norsko      | Valle Hovin Stadion   |
| 17. června 2004 | Helsinki  | Finsko      | Olympiastadion        |
| 20. června 2004 | Petrohrad | Rusko       | Palace Square         |
| 24. června 2004 | Paříž     | Francie     | Stade de France       |
| 26. června 2004 | Pilton    | Anglie      | Glastonbury Festival  |

## Repertoár
1. Jet
2. Got To Get You Into My Life
3. Flaming Pie
4. All My Loving
5. Let Me Roll It
6. You Won't See Me
7. She's A Woman
8. Maybe I'm Amazed
9. The Long And Winding Road
10. In Spite Of All The Danger
11. Blackbird
12. We Can Work It Out
13. Here Today
14. All Things Must Pass
15. I'll Follow The Sun
16. For No One
17. Calico Skies
18. I've Just Seen A Face
19. Michelle (pouze v Paříži)
20. Eleanor Rigby
21. Drive My Car
22. Penny Lane
23. Get Back
24. Band On The Run
25. Back In The U.S.S.R.
26. Live And Let Die
27. I've Got A Feeling
28. Lady Madonna
29. Hey Jude
30. Yesterday
31. Follow Me (pouze v Glastonbury)
32. Let It Be
33. I Saw Her Standing There
34. Helter Skelter

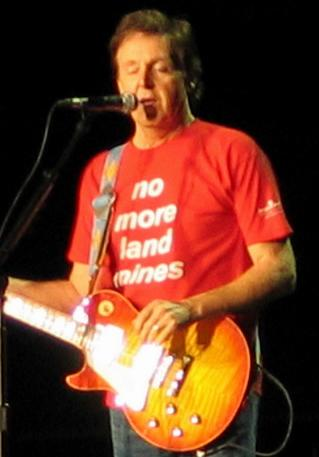
Paul McCartney v Praze

35. Sgt. Pepper's Lonely Hearts Club Band/The End